# Erik Paues
Erik Waldemar Paues, född 5 november 1879, död 1952, var en svensk industriman. Han var bror till Anna Paues och Johan Paues.

## Biografi
Paues blev filosofie kandidat 1902, juris kandidat 1906, och 1907 ombudsman vid Sveriges textilindustriförbund. Från 1920 var han dess ordförande. Från 1920 var även Paues direktör för Sveriges konfektionsindustriförbund, och från 1922 ledamot av Sociala rådet, ledamot av Statens Arbetslöshetskommission 1922-26 och från 1933. 1933-26 var han anställd som expert i arbetslöshetskommissionen och från 1932 ledamot av Arbetsdomstolen. Paues invaldes 1927 i Stockholms stadsfullmäktige, där han 1930 blev ledare för högergruppen.